# A Győri ETO FC 2009–2010-es szezonja
A Győri ETO FC 2009–2010-es szezonja szócikk a Győri ETO FC első számú férfi labdarúgócsapatának egy idényéről szól, mely sorozatban az 50., összességében pedig a 66. idénye a csapatnak a magyar első osztályban. A klub fennállásának ekkor volt a 105. évfordulója.

## Mérkőzések
| Színmagyarázat | Színmagyarázat |
| -------------- | -------------- |
|                | Győzelem.      |
|                | Döntetlen.     |
|                | Vereség.       |

### Soproni Liga 2009–10

#### Őszi fordulók
| 1. forduló 2009. július 26. 17:30 |

| Győri ETO              | 0 – 0               | Újpest                |
| ---------------------- | ------------------- | --------------------- |
| Szabó 40' Đorđević 88' | (0 – 0) Jegyzőkönyv | Rajczi 12' Sándor 60' |

| ETO Park, Győr Nézőszám: 3 500 Játékvezető: Arany Tamás (magyar) |

| 2. forduló 2009. július 31. 19:00 |

| Vasas     | 0 – 2               | Győri ETO                                 |
| --------- | ------------------- | ----------------------------------------- |
| Lázok 15' | (0 – 1) Jegyzőkönyv | Józsi 41' Kink 71' Đorđević 17' Fehér 61' |

| Illovszky Rudolf Stadion, Budapest Nézőszám: 1 000 Játékvezető: Veizer Roland (magyar) |

| 3. forduló 2009. augusztus 8. 20:00 |

| Kecskeméti TE                                               | 2 – 0               | Győri ETO                         |
| ----------------------------------------------------------- | ------------------- | --------------------------------- |
| Csordás 35' Rakić 81' Savić 17' Yannick 21' Alempijević 52' | (1 – 0) Jegyzőkönyv | Tokody 21′ Đorđević 48′ Józsi 51' |

| Széktói Stadion, Kecskemét Nézőszám: 2 500 Játékvezető: Fábián Mihály (magyar) |

| 4. forduló 2009. augusztus 15. 20:00 |

| Győri ETO                                                                               | 3 – 1               | Diósgyőr                  |
| --------------------------------------------------------------------------------------- | ------------------- | ------------------------- |
| Brnović 60' Kink 61' Copa 76' Dudás 55' Eugène 55' Stevanović 83′ Bicák 87' Szabó 90+3' | (0 – 0) Jegyzőkönyv | Balajti 85' 61' Szabó 55' |

| ETO Park, Győr Nézőszám: 3 500 Játékvezető: Kassai Viktor (magyar) |

| 5. forduló 2009. augusztus 22. 20:00 |

| Lombard Pápa                                                          | 1 – 0               | Győri ETO                      |
| --------------------------------------------------------------------- | ------------------- | ------------------------------ |
| Bali 24' Dlusztus 27′ Bárányos 27' Tóth G. 43' Farkas 44' Heffler 74' | (1 – 0) Jegyzőkönyv | Fehér 33' Szabó 77' Koltai 83' |

| Perutz Stadion, Pápa Nézőszám: 3 500 Játékvezető: Vad II. István (magyar) |

| 6. forduló 2009. augusztus 30. 20:00 |

| Győri ETO                                 | 2 – 0               | Budapest Honvéd                                           |
| ----------------------------------------- | ------------------- | --------------------------------------------------------- |
| Kink 18' Đorđević 27' Linas 15' Babić 65' | (2 – 0) Jegyzőkönyv | Horváth 20' Botis 32' Pastva 38' Benjamin 44' Moreira 79' |

| ETO Park, Győr Nézőszám: 2 500 Játékvezető: Bede Ferenc (magyar) |

| 7. forduló 2009. szeptember 12. 17:30 |

| Haladás                                  | 1 – 2               | Győri ETO                                      |
| ---------------------------------------- | ------------------- | ---------------------------------------------- |
| Kenesei 90+2' (11-esből) 63' Guzmics 88' | (0 – 1) Jegyzőkönyv | Nicorec 24' Józsi 78' Stanišić 73' Dudás 90+1' |

| Rohonci úti stadion, Szombathely Nézőszám: 4 500 Játékvezető: Solymosi Péter (magyar) |

| 8. forduló 2009. szeptember 18. 19:00 |

| Győri ETO                                          | 1 – 1               | Zalaegerszegi TE                |
| -------------------------------------------------- | ------------------- | ------------------------------- |
| Babić 84' Đorđević 45' Stanišić 77' Stevanović 85' | (0 – 0) Jegyzőkönyv | Szalai 63' Horváth 77′ Máté 83' |

| ETO Park, Győr Nézőszám: 2 100 Játékvezető: Arany Tamás (magyar) |

| 9. forduló 2009. szeptember 26. 17:30 |

| Nyíregyháza Spartacus                            | 1 – 3               | Győri ETO                                                 |
| ------------------------------------------------ | ------------------- | --------------------------------------------------------- |
| Pákolicz 23' Zabos 49' Miskolczi 59' Cornaci 89′ | (1 – 1) Jegyzőkönyv | Kink 30' 74' 49' Alekszidze 90+4' 43' Józsi 28' Szabó 80' |

| Nyíregyháza Városi Stadion, Nyíregyháza Nézőszám: 2 500 Játékvezető: Farkas Ádám (magyar) |

| 10. forduló 2009. október 3. 15:00 |

| Győri ETO                                                                          | 3 – 1               | Paksi FC                                |
| ---------------------------------------------------------------------------------- | ------------------- | --------------------------------------- |
| Nicorec 4' Kink 10' Józsi 31' (11-esből) Babić 33' Alekszidze 57' Pilibaitis 90+1' | (3 – 0) Jegyzőkönyv | Babić 65' (öngól) Zováth 4' Lisztes 24' |

| ETO Park, Győr Nézőszám: 2 500 Játékvezető: Szilasi Szabolcs (magyar) |

| 11. forduló 2009. november 4. 19:00 |

| Ferencváros                | 1 – 0               | Győri ETO    |
| -------------------------- | ------------------- | ------------ |
| Ferenczi 43' Kulcsár 90+2' | (1 – 0) Jegyzőkönyv | Stanišić 55' |

| Albert Flórián Stadion, Budapest Nézőszám: 0 Játékvezető: Iványi Zoltán (magyar) |

- Elhalasztott mérkőzés. A mérkőzést a Magyar Labdarúgó-szövetség (MLSZ) döntésének értelmében zárt kapuk mögött rendezték.

| 12. forduló 2009. október 24. 17:00 |

| Győri ETO                                                  | 1 – 1               | Kaposvári Rákóczi                                    |
| ---------------------------------------------------------- | ------------------- | ---------------------------------------------------- |
| Alekszidze 89' Babić 18' Stanišić 65' Dinjar 78' Fehér 85' | (0 – 1) Jegyzőkönyv | Nikolics 13' Kovácsevics 28' Marković 80' Stanić 87' |

| ETO Park, Győr Nézőszám: 2 200 Játékvezető: Farkas Ádám (magyar) |

| 13. forduló 2009. október 31. 15:00 |

| MTK Budapest                  | 0 – 0               | Győri ETO           |
| ----------------------------- | ------------------- | ------------------- |
| Lencse 17' Vadnai 41' Pál 44' | (0 – 0) Jegyzőkönyv | Babić 64' Fehér 87' |

| Hidegkuti Nándor Stadion, Budapest Nézőszám: 800 Játékvezető: Szabó Zsolt (magyar) |

| 14. forduló 2009. november 8. 17:30 |

| Győri ETO                                                                    | 1 – 0               | Debreceni VSC                       |
| ---------------------------------------------------------------------------- | ------------------- | ----------------------------------- |
| Pilibaitis 1' Babić 46′ Stanišić 66' Alekszidze 75' Fehér 85' Stevanović 89' | (1 – 0) Jegyzőkönyv | Bodnár 12' Coulibaly 78' Rudolf 85' |

| ETO Park, Győr Nézőszám: 2 000 Játékvezető: Fábián Mihály (magyar) |

| 15. forduló 2009. november 21. 15:00 |

| Videoton                                    | 0 – 0               | Győri ETO                                                                        |
| ------------------------------------------- | ------------------- | -------------------------------------------------------------------------------- |
| Andić, M 44' Horváth G. 59' Vujović, G. 84' | (0 – 0) Jegyzőkönyv | Völgyi D. 12' Józsi Gy. 41' Pilibaitis, L. 50' Copa, A. 59' Stevanović, S. 90+1' |

| Sóstói Stadion, Székesfehérvár Nézőszám: 3 600 Játékvezető: Bede Ferenc (magyar) Asszisztensek: Vámos Tibor Tóth István |

#### Tavaszi fordulók
| 16. forduló 2010. február 27. 17:30 |

| Újpest             | 0 – 3               | Győri ETO                                              |
| ------------------ | ------------------- | ------------------------------------------------------ |
| Tóth 14' Dudić 65' | (0 – 1) Jegyzőkönyv | Koltai 4' 79' Alekszidze 90' 64' Babić 81' Nicorec 84' |

| Szusza Ferenc Stadion, Budapest Nézőszám: 4 500 Játékvezető: Vad II. István (magyar) |

| 17. forduló 2010. március 6. 16:00 |

| Győri ETO                              | 1 – 1               | Vasas                                  |
| -------------------------------------- | ------------------- | -------------------------------------- |
| Nicorec 90+3' (11-esből) 86' Fehér 52' | (0 – 1) Jegyzőkönyv | Hrepka 45' Pavičević 41' Mileusnić 70' |

| ETO Park, Győr Nézőszám: 1 500 Játékvezető: Solymosi Péter (magyar) |

| 18. forduló 2010. március 13. 16:00 |

| Győri ETO                    | 1 – 0               | Kecskeméti TE                   |
| ---------------------------- | ------------------- | ------------------------------- |
| Alekszidze 11' Ganugrava 60' | (1 – 0) Jegyzőkönyv | Csordás 31' Čukić 41' Kokot 69' |

| ETO Park, Győr Nézőszám: 2 000 Játékvezető: Veizer Roland (magyar) |

| 19. forduló 2010. március 20. 16:00 |

| Diósgyőr                             | 0 – 1               | Győri ETO                                        |
| ------------------------------------ | ------------------- | ------------------------------------------------ |
| Malinauskas 46' Jeknić 49' Šupić 84' | (0 – 1) Jegyzőkönyv | Józsi 46' (11-esből) Tokody 57' Stevanović 90+3′ |

| DVTK-stadion, Miskolc Nézőszám: 3 700 Játékvezető: Andó-Szabó Sándor (magyar) |

| 20. forduló 2010. március 27. 16:00 |

| Győri ETO                                                 | 1 – 1               | Lombard Pápa                                   |
| --------------------------------------------------------- | ------------------- | ---------------------------------------------- |
| Kink 41' Kiss 12' Alekszidze 56' Szabó 64' Pilibaitis 75' | (1 – 0) Jegyzőkönyv | Orosz 81' 62' Tóth G. 44' Farkas 75' Varga 88' |

| ETO Park, Győr Nézőszám: 2 500 Játékvezető: Vad II. István (magyar) |

| 21. forduló 2010. április 3. 15:00 |

| Budapest Honvéd       | 0 – 0               | Győri ETO            |
| --------------------- | ------------------- | -------------------- |
| Macko 63' Abraham 90' | (0 – 0) Jegyzőkönyv | Babić 87' Kink 90+2' |

| Bozsik József Stadion, Budapest Nézőszám: 2 000 Játékvezető: Bede Ferenc (magyar) |

| 22. forduló 2010. április 10. 18:00 |

| Győri ETO                      | 1 – 1               | Haladás                                                    |
| ------------------------------ | ------------------- | ---------------------------------------------------------- |
| Józsi 17' (11-esből) Fehér 37' | (1 – 1) Jegyzőkönyv | Tóth 38' (11-esből) 20' Lengyel 17' Sipos 55' Schimmer 81' |

| ETO Park, Győr Nézőszám: 2 800 Játékvezető: Oláh Gábor (magyar) |

| 23. forduló 2010. április 18. 17:30 |

| Zalaegerszegi TE         | 1 – 1               | Győri ETO            |
| ------------------------ | ------------------- | -------------------- |
| Illés 62' Miljatovič 59' | (0 – 1) Jegyzőkönyv | Koltai 5' Eugène 34' |

| ZTE Aréna, Zalaegerszeg Nézőszám: 3 164 Játékvezető: Bede Ferenc (magyar) |

| 24. forduló 2010. április 24. 18:00 |

| Győri ETO                                               | 2 – 1               | Nyíregyháza Spartacus                                        |
| ------------------------------------------------------- | ------------------- | ------------------------------------------------------------ |
| Kink 35' 47' 71' Ganugrava 75' Babić 84′ Stevanović 84' | (1 – 0) Jegyzőkönyv | Kovačević 86' Stanišić 24' Bugerra 30' Honma 62' Davidov 78' |

| ETO Park, Győr Nézőszám: 2 500 Játékvezető: Szabó Zsolt (magyar) |

| 25. forduló 2010. május 1. 17:00 |

| Paksi FC                              | 1 – 1               | Győri ETO                             |
| ------------------------------------- | ------------------- | ------------------------------------- |
| Tököli 81' 90+2' Böde 64' Lisztes 87' | (0 – 1) Jegyzőkönyv | Nicorec 14' Pilibaitis 55' Tokody 65' |

| Fehérvári úti stadion, Paks Nézőszám: 1 500 Játékvezető: Iványi Zoltán (magyar) |

| 26. forduló 2010. május 4. 20:00 |

| Győri ETO                                     | 2 – 1               | Ferencváros                                      |
| --------------------------------------------- | ------------------- | ------------------------------------------------ |
| Tokody 6' 90′ Tarmo 11' Fehér 8' Đorđević 31' | (2 – 0) Jegyzőkönyv | Abdi 84' Tutorić 18' Doherty 43' Alcántara 90+2' |

| ETO Park, Győr Nézőszám: 3 600 Játékvezető: Solymosi Péter (magyar) |

| 27. forduló 2010. május 8. 19:00 |

| Kaposvári Rákóczi                          | 1 – 3               | Győri ETO                                         |
| ------------------------------------------ | ------------------- | ------------------------------------------------- |
| Stanić 14' Gujić 16' Oláh 73' Reszli 90+2' | (1 – 0) Jegyzőkönyv | Nicorec 70' 81' Kink 81' 85' Józsi 27' Eugène 45' |

| Rákóczi Stadion, Kaposvár Nézőszám: 2 000 Játékvezető: Vad II. István (magyar) |

| 28. forduló 2010. május 15. 19:00 |

| Győri ETO                           | 2 – 0               | MTK Budapest |
| ----------------------------------- | ------------------- | ------------ |
| Józsi 53' Koltai 85' Alekszidze 89' | (0 – 0) Jegyzőkönyv | Balogh 89'   |

| ETO Park, Győr Nézőszám: 1 500 Játékvezető: Bognár Tamás (magyar) |

| 29. forduló 2010. május 19. 20:00 |

| Debreceni VSC           | 0 – 0               | Győri ETO                                           |
| ----------------------- | ------------------- | --------------------------------------------------- |
| Szakály 74′ Komlósi 76' | (0 – 0) Jegyzőkönyv | Pilibaitis 39' Đorđević 63' Nicorec 66' Józsi 90+2′ |

| Oláh Gábor utcai stadion, Debrecen Nézőszám: 7 500 Játékvezető: Vad II. István (magyar) |

| 30. forduló 2010. május 23. 17:30 |

| Győri ETO                                                     | 1 – 0               | Videoton                                       |
| ------------------------------------------------------------- | ------------------- | ---------------------------------------------- |
| Stanišić, L. 82' 37' Tokody T. 42' Babić, V. 76' Kink, T. 88' | (0 – 0) Jegyzőkönyv | Nikolics N. 66' Polonkai A. 77' Horváth G. 88' |

| ETO Park, Győr Nézőszám: 7 500 Játékvezető: Andó-Szabó Sándor (magyar) Asszisztensek: Szpisják Zsolt Albert István |

#### Végeredmény
| #   | Csapat                    | M  | GY | D  | V  | G+ – G– | GK  | P  | Megjegyzések                                   |
| --- | ------------------------- | -- | -- | -- | -- | ------- | --- | -- | ---------------------------------------------- |
| 1.  | Debreceni VSCCV (B, KGY)  | 30 | 20 | 2  | 8  | 63–37   | +26 | 62 | 2010–2011-es Bajnokok Ligája – 2. selejtezőkör |
| 2.  | Videoton (I)              | 30 | 18 | 7  | 5  | 59–31   | +28 | 61 | 2010–2011-es Európa-liga – 2. selejtezőkör     |
| 3.  | Győri ETO (I)             | 30 | 15 | 12 | 3  | 38–18   | +20 | 57 | 2010–2011-es Európa-liga – 1. selejtezőkör     |
| 4.  | Újpest                    | 30 | 17 | 4  | 9  | 49–39   | +10 | 55 |                                                |
| 5.  | Zalaegerszegi TE (I)      | 30 | 15 | 8  | 7  | 59–45   | +14 | 53 | 2010–2011-es Európa-liga – 1. selejtezőkör     |
| 6.  | MTK Budapest              | 30 | 12 | 7  | 11 | 52–41   | +11 | 43 |                                                |
| 7.  | FerencvárosÚ              | 30 | 10 | 11 | 9  | 34–35   | −1  | 41 |                                                |
| 8.  | Haladás                   | 30 | 10 | 9  | 11 | 46–49   | −3  | 39 |                                                |
| 9.  | Budapest HonvédK          | 30 | 9  | 11 | 10 | 38–35   | +3  | 38 |                                                |
| 10. | Kecskeméti TE             | 30 | 10 | 7  | 13 | 50–56   | −6  | 37 |                                                |
| 11. | Lombard PápaÚ             | 30 | 10 | 5  | 15 | 39–50   | −11 | 35 |                                                |
| 12. | Kaposvári Rákóczi         | 30 | 8  | 8  | 14 | 38–50   | −12 | 32 |                                                |
| 13. | Vasas                     | 30 | 8  | 7  | 15 | 39–61   | −22 | 31 |                                                |
| 14. | Paksi FC                  | 30 | 7  | 10 | 13 | 31–44   | −13 | 31 |                                                |
| 15. | Nyíregyháza Spartacus (K) | 30 | 6  | 9  | 15 | 41–60   | −19 | 27 | NB II                                          |
| 16. | Diósgyőr (K)              | 30 | 4  | 5  | 21 | 31–56   | −25 | 17 | NB II                                          |

Forrás: MLSZ adatbank 
A rangsorolás alapszabályai: 1. összpontszám, 2. győzelmek száma, 3. gólkülönbség, 4. szerzett gólok száma, 5. egymás elleni eredmények összpontszáma,  6. egymás elleni eredmények gólkülönbsége, 7. egymás elleni eredmények szerzett góljainak száma, 8. egymás elleni eredmények idegenben szerzett góljainak száma.
Mivel a bajnok Debreceni VSC nyerte 2009–2010-es magyar kupát, így a bajnoki ezüstérmes Videoton a 2010–2011-es Európa-liga 2. selejtezőkörében, míg a kupadöntőt elbukó Zalaegerszegi TE és a Győri ETO a 2010–2011-es Európa-liga 1. selejtezőkörében jogosult indulni.
(B): Bajnokcsapat, (K): Kieső csapat, (F): Feljutó csapat, (I): Kupainduló, (R): A rájátszás győztese, (KGY): Kupagyőztes

#### Az eredmények összesítése
Az alábbi táblázatban összesítve szerepelnek a Győri ETO FC 2009/10-es bajnokságban elért eredményei.
| Ősz/tavasz (forduló)    | Otthon | Otthon | Otthon | Otthon | Otthon | Otthon | Otthon | Idegenben | Idegenben | Idegenben | Idegenben | Idegenben | Idegenben | Idegenben |
| Ősz/tavasz (forduló)    | M      | GY     | D      | V      | LG–KG  | GK     | P      | M         | GY        | D         | V         | LG–KG     | GK        | P         |
| ----------------------- | ------ | ------ | ------ | ------ | ------ | ------ | ------ | --------- | --------- | --------- | --------- | --------- | --------- | --------- |
| Őszi szezon (1–15.)     | 7      | 4      | 3      | 0      | 11–4   | +7     | 15     | 8         | 3         | 2         | 3         | 7–6       | +1        | 11        |
| Tavaszi szezon (16–30.) | 8      | 5      | 3      | 0      | 11–5   | +6     | 18     | 7         | 3         | 4         | 0         | 9–3       | +6        | 13        |
| Összesen (1–30.)        | 15     | 9      | 6      | 0      | 22–9   | +13    | 33     | 15        | 6         | 6         | 3         | 16–9      | +7        | 24        |

#### Helyezések fordulónként
| Forduló  | 1  | 2  | 3 | 4  | 5 | 6  | 7  | 8 | 9  | 10 | 11 | 12 | 13 | 14 | 15 | 16 | 17 | 18 | 19 | 20 | 21 | 22 | 23 | 24 | 25 | 26 | 27 | 28 | 29 | 30 |
| -------- | -- | -- | - | -- | - | -- | -- | - | -- | -- | -- | -- | -- | -- | -- | -- | -- | -- | -- | -- | -- | -- | -- | -- | -- | -- | -- | -- | -- | -- |
| Helyszín | O  | I  | I | O  | I | O  | I  | O | I  | O  | I  | O  | I  | O  | I  | I  | O  | O  | I  | O  | I  | O  | I  | O  | I  | O  | I  | O  | I  | O  |
| Eredmény | D  | GY | V | GY | V | GY | GY | D | GY | GY | V  | D  | D  | GY | D  | GY | D  | GY | GY | D  | D  | D  | D  | GY | D  | GY | GY | GY | D  | GY |
| Helyezés | 10 | 5  | 8 | 6  | 7 | 5  | 5  | 6 | 6  | 3  | 3  | 5  | 5  | 4  | 5  | 5  | 4  | 3  | 3  | 4  | 4  | 3  | 3  | 3  | 3  | 3  | 3  | 3  | 3  | 3  |

Helyszín: O = Otthon; I = Idegenben. Eredmény: GY = Győzelem; D = Döntetlen; V = Vereség.

### Magyar kupa
| 3. forduló 2009. szeptember 15. 15:30 |

| Mosonmagyaróvár       | 0 – 7               | Győri ETO                                                            |
| --------------------- | ------------------- | -------------------------------------------------------------------- |
| Gardó 42' Hannich 82' | (0 – 3) Jegyzőkönyv | Koltai 11' 35' Bajzát 39' Alekszidze 47' 54' Bicák 51' Csermelyi 59' |

| Mosonmagyaróvár Játékvezető: Edelmayer Attila (magyar) |

| 4. forduló 2009. szeptember 30. 15:00 |

| FC Ajka                | 1 – 5               | Győri ETO                                                    |
| ---------------------- | ------------------- | ------------------------------------------------------------ |
| Mihalecz 70' Szabó 65' | (0 – 1) Jegyzőkönyv | Fehér 44' Józsi 47' Pilibaitis 55' Völgyi 57' 35' Bajzát 79' |

| Ajka Nézőszám: 300 Játékvezető: Barna Gábor (magyar) |

| 5. forduló Első mérkőzés 2009. október 21. 17:00 |

| Győri ETO                             | 1 – 1               | Kaposvári Rákóczi                    |
| ------------------------------------- | ------------------- | ------------------------------------ |
| Alekszidze 49' 55' Kink 68' Szabó 80' | (0 – 1) Jegyzőkönyv | Nikolics 31' Júnior 66' Marković 80' |

| ETO Park, Győr Nézőszám: 400 Játékvezető: Berger József (magyar) |

| 5. forduló Visszavágó 2009. október 28. 17:00 |

| Kaposvári Rákóczi      | 0 – 2               | Győri ETO                                                                    |
| ---------------------- | ------------------- | ---------------------------------------------------------------------------- |
| Balázs 43' Hegedűs 70' | (0 – 1) Jegyzőkönyv | Kink 45' 89' Tokody 72' Stanišić 23' Fehér 29' Alekszidze 43' Pilibaitis 59' |

| Rákóczi Stadion, Kaposvár Nézőszám: 400 Játékvezető: Solymosi Péter (magyar) |

| Negyeddöntő Első mérkőzés 2009. november 17. 18:00 |

| Budapest Honvéd          | 1 – 1               | Győri ETO                                          |
| ------------------------ | ------------------- | -------------------------------------------------- |
| Moreira 65' Palásthy 85' | (0 – 0) Jegyzőkönyv | Alekszidze 70' 84' Fehér 44' Šupić 87' Józsi 90+3' |

| Bozsik József Stadion, Budapest Nézőszám: 500 Játékvezető: Szabó Zsolt (magyar) |

| Negyeddöntő Visszavágó 2009. november 25. 17:00 |

| Győri ETO                                 | 0 – 1               | Budapest Honvéd                         |
| ----------------------------------------- | ------------------- | --------------------------------------- |
| Kink 23' Babić 35' Stanišić 64' Fehér 82' | (0 – 1) Jegyzőkönyv | Diego 9' Vukmir 22' Macko 32' Hajdú 59' |

| ETO Park, Győr Nézőszám: 2 000 Játékvezető: Solymosi Péter (magyar) |

### Ligakupa

#### Csoportkör (B csoport)
| 1. forduló 2009. július 22. 18:00 |

| Győri ETO                                             | 4 – 3               | Kaposvári Rákóczi                                                                        |
| ----------------------------------------------------- | ------------------- | ---------------------------------------------------------------------------------------- |
| Dinjar 18' 78' Pákolicz 73' Csermelyi 89' Sánta 90+1' | (1 – 1) Jegyzőkönyv | Kulcsár 28' Lambulić 59' Reszli 74' Kerekes 44' Farkas 45' Marković 66′ Szolomájer 90+2' |

| ETO Park, Győr Játékvezető: Solymosi Péter (magyar) |

| 2. forduló 2009. július 29. 19:00 |

| Videoton                                                                              | 1 – 1               | Győri ETO                              |
| ------------------------------------------------------------------------------------- | ------------------- | -------------------------------------- |
| Máté J. 65' Vadász V. 1' Sifter T. 39' Radović, I. 42' Présinger Á. 87' Kocsis G. 87' | (0 – 0) Jegyzőkönyv | Eugène 90' Zámbó B. 36' Dinjar, M. 38' |

| Sóstói Stadion, Székesfehérvár Játékvezető: Farkas Ádám (magyar) Asszisztensek: Kelemen Attila Demeter János |

| 3. forduló 2009. augusztus 5. 20:00 |

| Győri ETO                                                 | 3 – 1               | Zalaegerszegi TE      |
| --------------------------------------------------------- | ------------------- | --------------------- |
| Józsi 26' Kink 33' Dinjar 40' Pilibaitis 43' Đorđević 66′ | (3 – 0) Jegyzőkönyv | Horváth 67' Sluka 83' |

| ETO Park, Győr Játékvezető: Kovács J. Zoltán (magyar) |

| 4. forduló 2009. augusztus 19. 16:30 |

| Győri ETO                                | 4 – 1               | Lombard Pápa              |
| ---------------------------------------- | ------------------- | ------------------------- |
| Brnović 7' Bicák 36' Völgyi 45' Copa 65' | (3 – 0) Jegyzőkönyv | Orosz 60' 55' Venczel 38' |

| ETO Park, Győr Játékvezető: Sulyok Gergely (magyar) |

| 5. forduló 2009. augusztus 26. 17:00 |

| Paksi FC                | 3 – 3               | Győri ETO                                                       |
| ----------------------- | ------------------- | --------------------------------------------------------------- |
| Heffler 59' 62' Pap 68' | (0 – 0) Jegyzőkönyv | Csermelyi 55' Sánta 58' Koltai 90' Nyári 53' Eugène 62' Kis 86' |

| Fehérvári úti stadion, Paks Játékvezető: Arany Tamás (magyar) |

| 6. forduló 2009. szeptember 23. 15:30 |

| Kaposvári Rákóczi | 0 – 0               | Győri ETO                      |
| ----------------- | ------------------- | ------------------------------ |
| Bogdán 37'        | (0 – 0) Jegyzőkönyv | Eugène 69' Dorogi 82' Vető 82' |

| Rákóczi Stadion, Kaposvár Játékvezető: Kiss Norbert (magyar) |

| 7. forduló 2009. december 2. 13:00 |

| Győri ETO                                          | 0 – 0               | Videoton                                      |
| -------------------------------------------------- | ------------------- | --------------------------------------------- |
| Pilibaitis, L. 51' Alekszidze, R. 66' Kink, T. 80' | (0 – 0) Jegyzőkönyv | Demjén G. 35' Vujović, G. 90+1' Lipták Z. 79′ |

| ETO Park, Győr Játékvezető: Farkas Ádám (magyar) Asszisztensek: Kelemen Attila Fehér Gyula |

- Elhalasztott mérkőzés.

| 8. forduló 2009. november 13. 13:00 |

| Zalaegerszegi TE                                           | 1 – 0               | Győri ETO                                |
| ---------------------------------------------------------- | ------------------- | ---------------------------------------- |
| Rajcomar 65' Illés 1' Magasföldi 28' Horváth 51' Barna 76' | (0 – 0) Jegyzőkönyv | Alekszidze 45' Pilibaitis 66' Völgyi 81' |

| ZTE Aréna, Zalaegerszeg Játékvezető: Németh Ádám (magyar) |

| 9. forduló 2009. november 28. 13:00 |

| Lombard Pápa         | 0 – 3               | Győri ETO                                            |
| -------------------- | ------------------- | ---------------------------------------------------- |
| Rajnay 37' Sipos 76' | (0 – 1) Jegyzőkönyv | Pilibaitis 21' Fehér 55' Sharashenidze 85' Berde 81' |

| Perutz Stadion, Pápa Játékvezető: Berke Balázs (magyar) |

| 10. forduló 2009. december 5. 13:00 |

| Győri ETO                                                         | 0 – 1               | Paksi FC                                                                   |
| ----------------------------------------------------------------- | ------------------- | -------------------------------------------------------------------------- |
| Fehér 44' Copa 60' Babić 64′ Eugène 75′ Alekszidze 81' Völgyi 81' | (0 – 0) Jegyzőkönyv | Sipeki 66' Tököli 16' Szabó 37' Mészáros 67' Tamási 80' Csernyánszki 90+2' |

| ETO Park, Győr Játékvezető: Szőts Gergely (magyar) |

#### A B csoport végeredménye
| Színmagyarázat | Színmagyarázat                                                 |
| -------------- | -------------------------------------------------------------- |
|                | A csoportelső és csoportmásodik bejutott a középdöntőbe.       |
|                | A csoport többi helyezettje nem folytathatta a kupaszereplést. |

| Csapat            | M  | Gy | D | V | G+ | G– | Gk  | P  |
| ----------------- | -- | -- | - | - | -- | -- | --- | -- |
| Videoton          | 10 | 5  | 4 | 1 | 19 | 7  | +12 | 19 |
| Paksi FC          | 10 | 5  | 2 | 3 | 16 | 11 | +5  | 17 |
| Zalaegerszegi TE  | 10 | 5  | 1 | 4 | 17 | 17 | 0   | 16 |
| Győri ETO         | 10 | 4  | 4 | 2 | 18 | 11 | +7  | 16 |
| Kaposvári Rákóczi | 10 | 3  | 1 | 6 | 9  | 19 | –10 | 10 |
| Lombard Pápa      | 10 | 1  | 2 | 7 | 12 | 26 | –14 | 5  |

## Külső hivatkozás
- Győri ETO honlapja
- Győri ETO mérkőzései